# 巴拉克利亚
巴拉克利亚（烏克蘭語：Балаклія，羅馬化：Balakliia，發音：[bɐlɐˈkl⁽ʲ⁾ijɐ] ⓘ），又按俄语名译为巴拉克列亚，是乌克兰哈爾科夫州伊久姆區巴拉克利亚市镇内的城市及该市镇的行政中心，2020年7月18日前为巴拉克利亞區的行政中心。該市始建於1663年，面積16.3平方公里，海拔高度87米，2022年人口数量为26,334人。

## 历史
2022年3月3日，當地被俄罗斯军队占领。
9月6日，烏克蘭軍隊在其于哈尔科夫州发动的攻势中奪回了該市周邊的韋爾比夫卡並包圍了該市，9月8日，乌克兰军队收復該市。

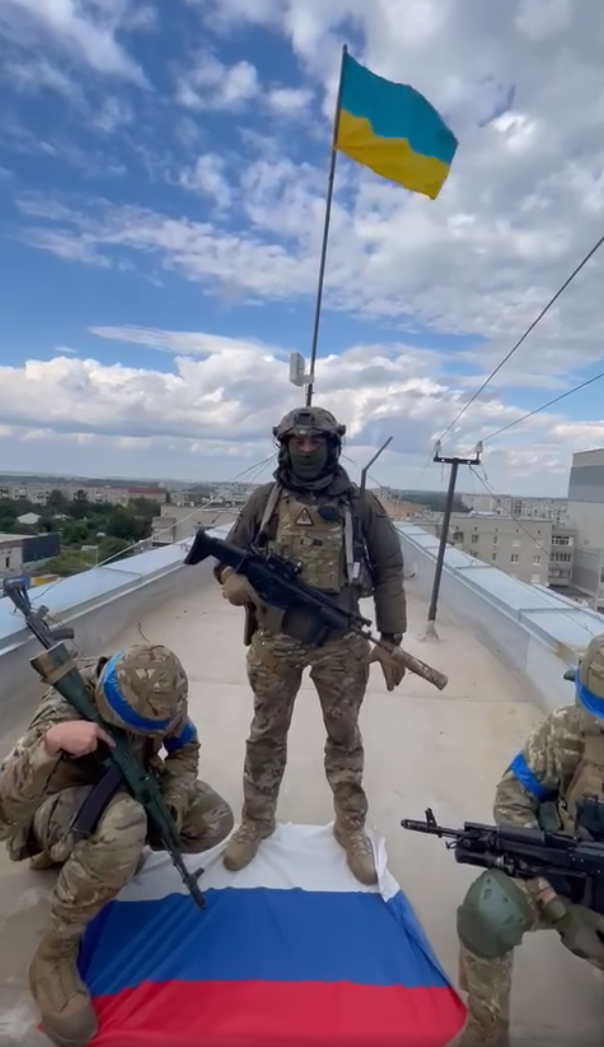
乌克兰武装部队于9月8日解放该市。战士们在该市行政大楼楼顶插上乌克兰国旗并向总统弗拉基米尔·泽连斯基报告战斗胜利

## 图集

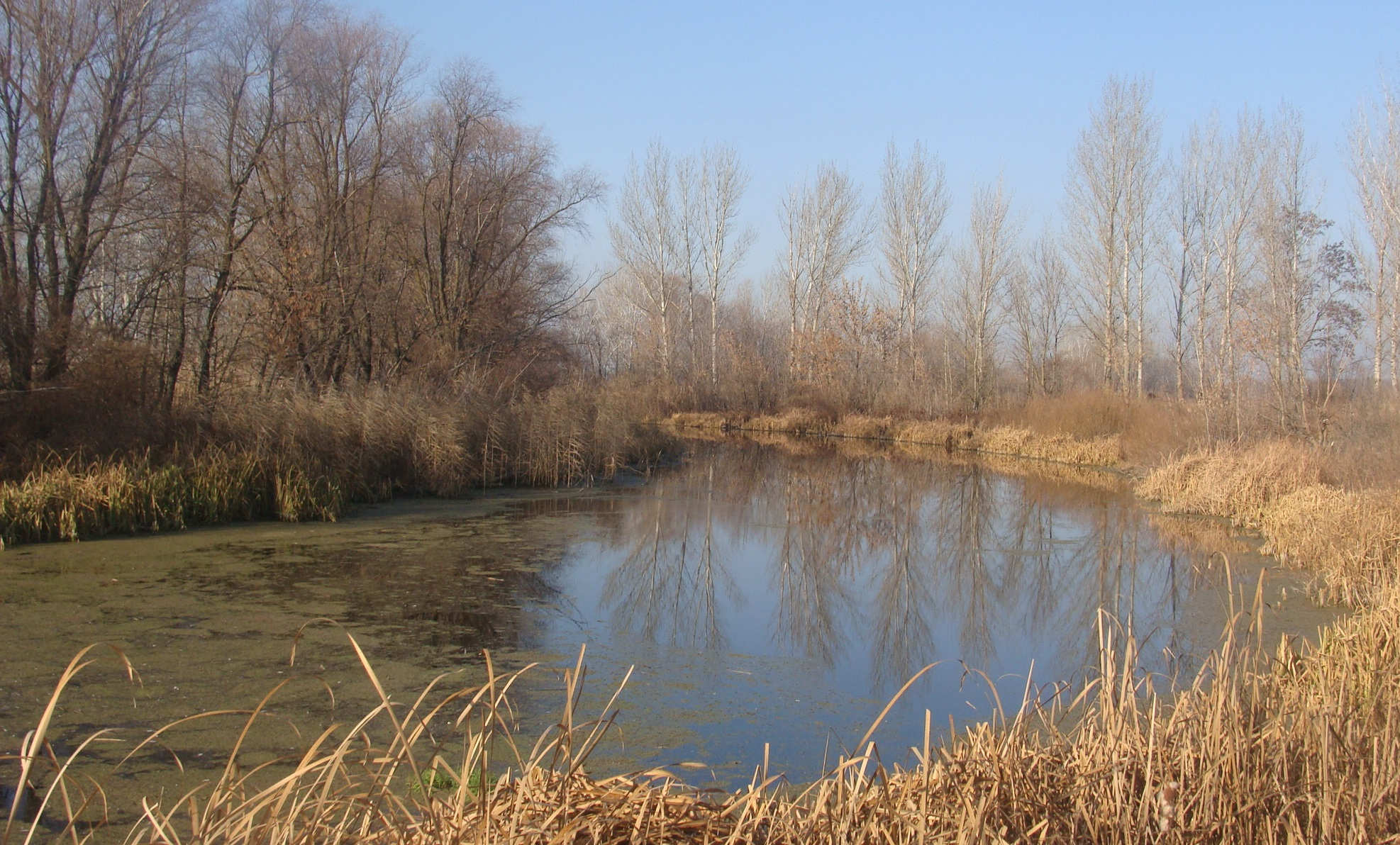
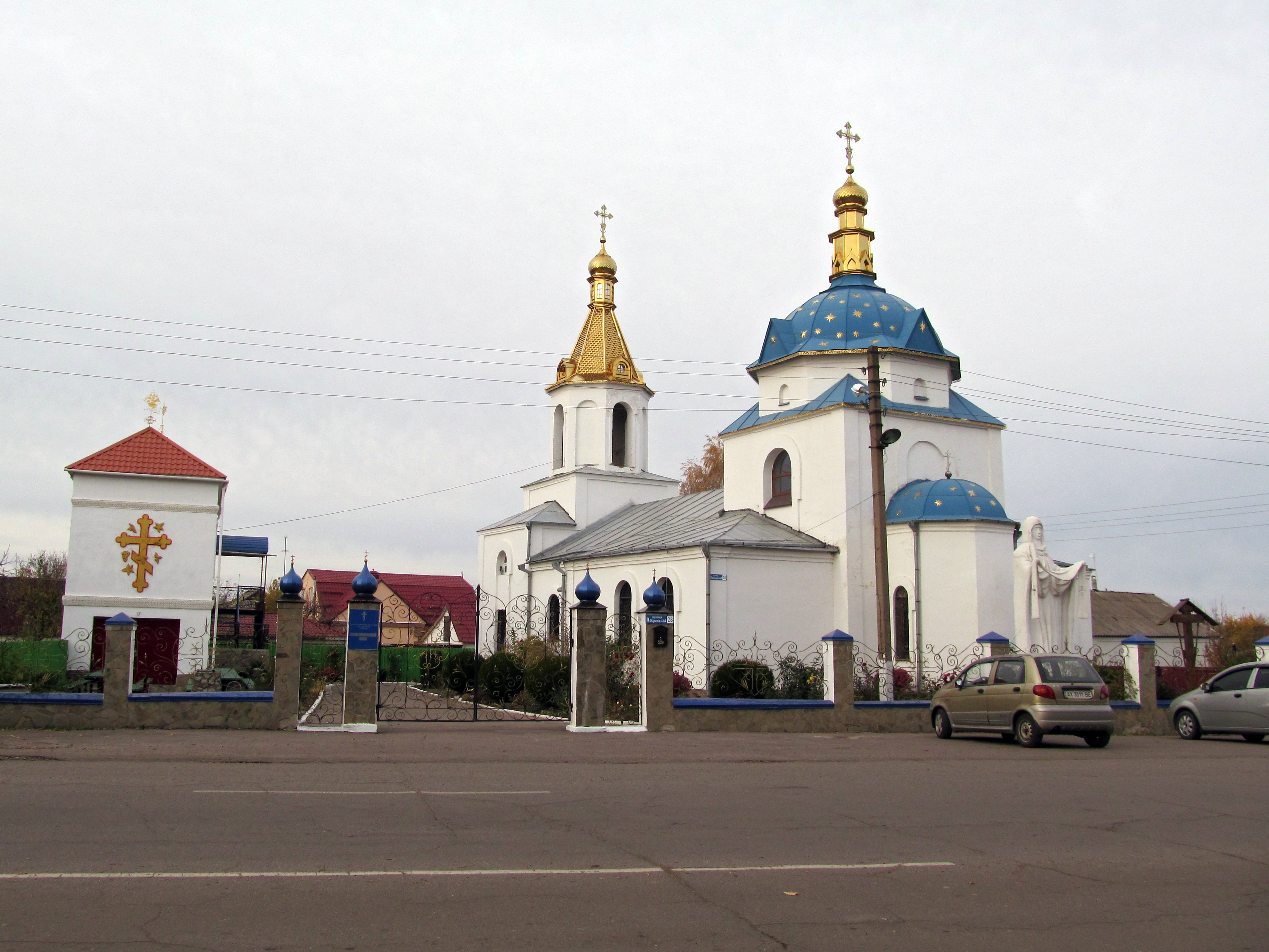
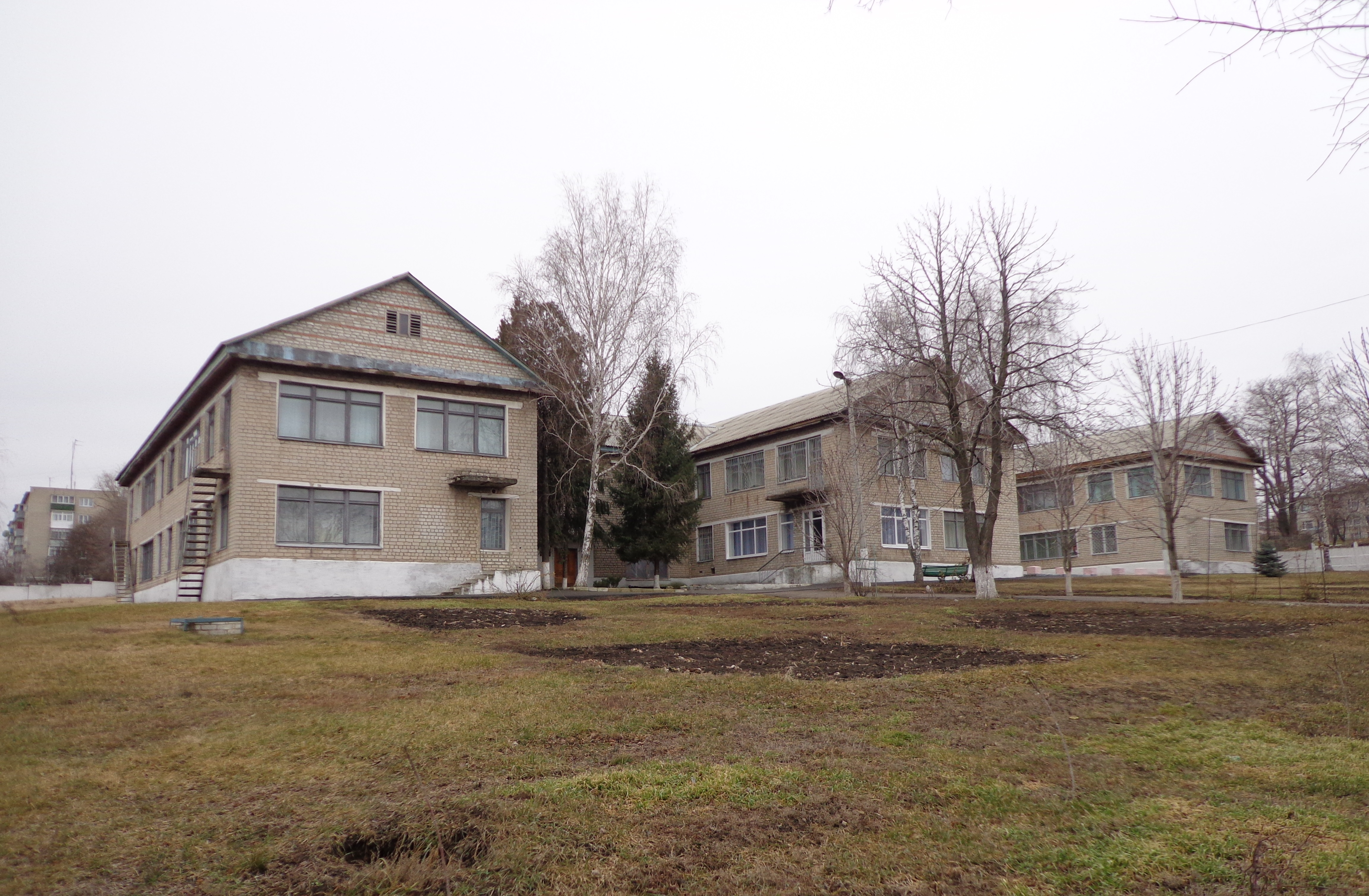
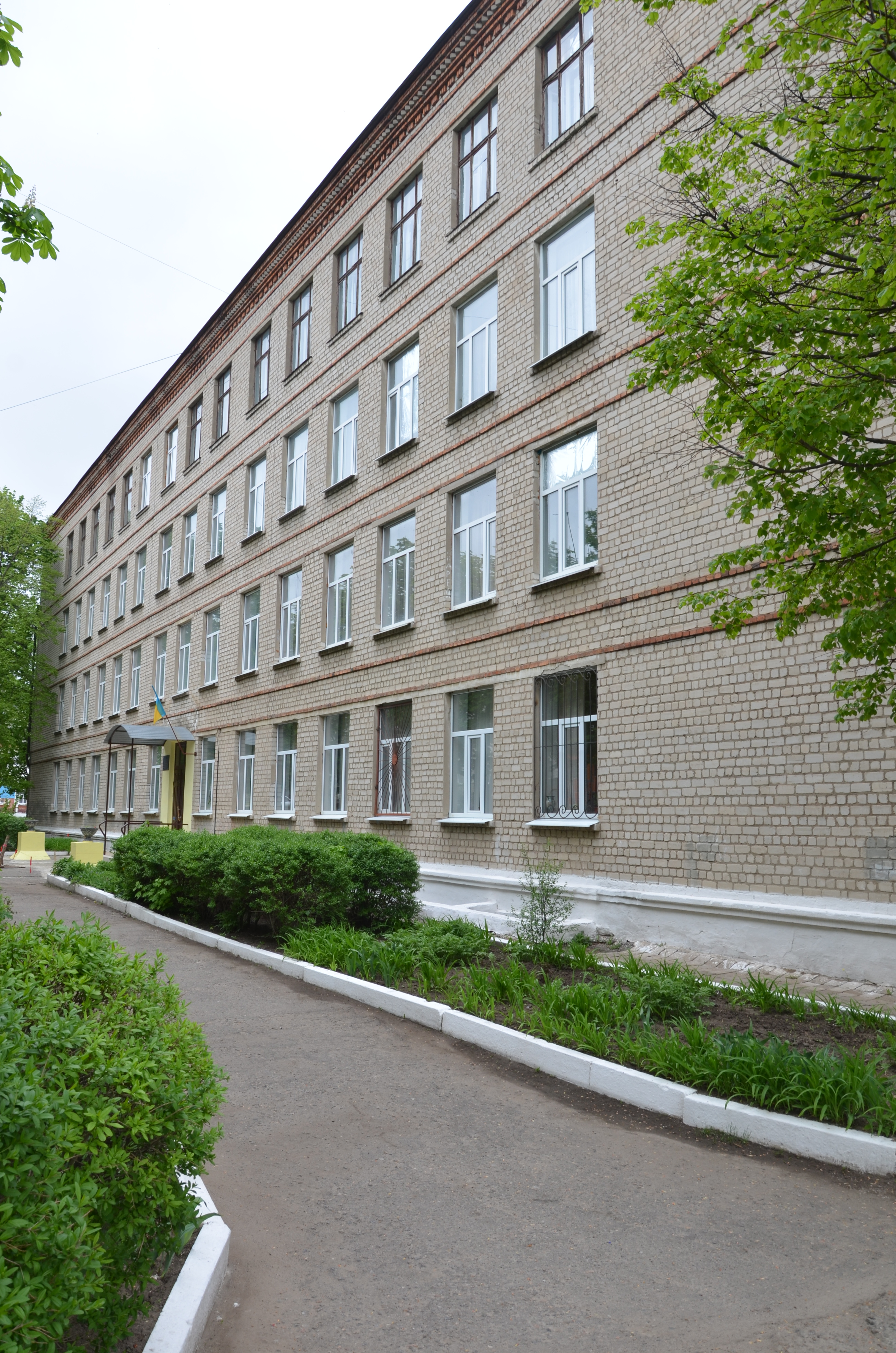
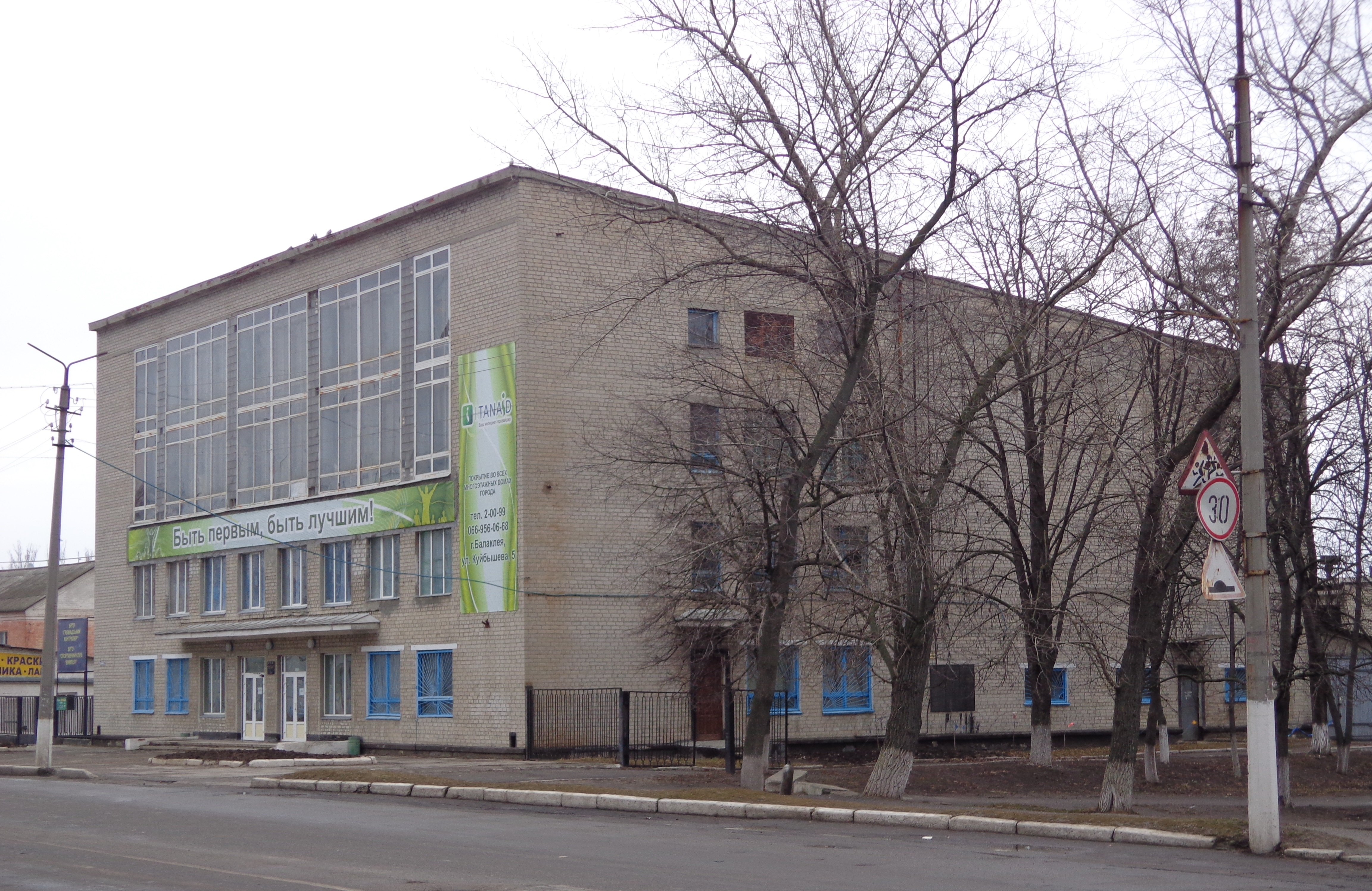
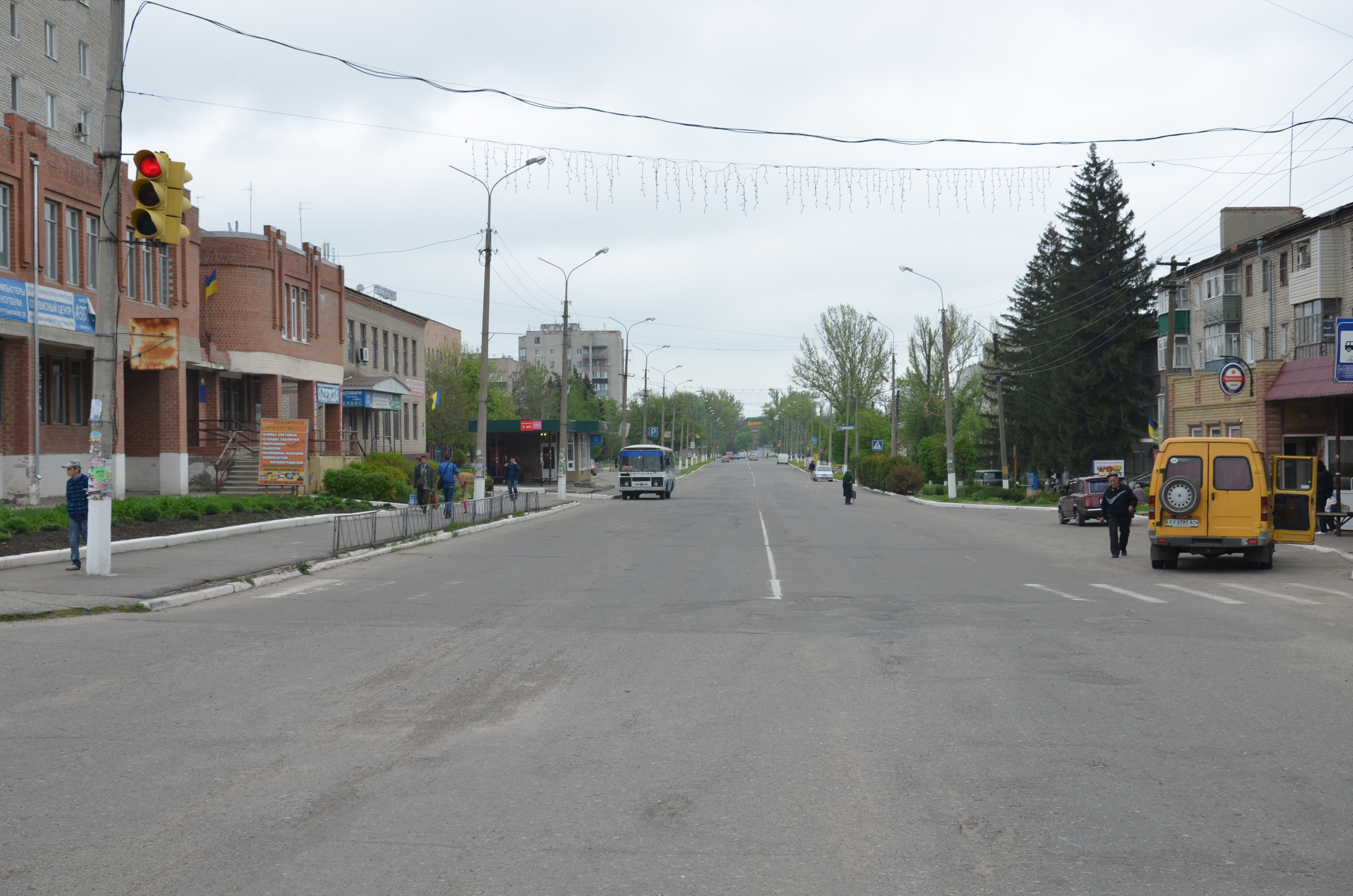
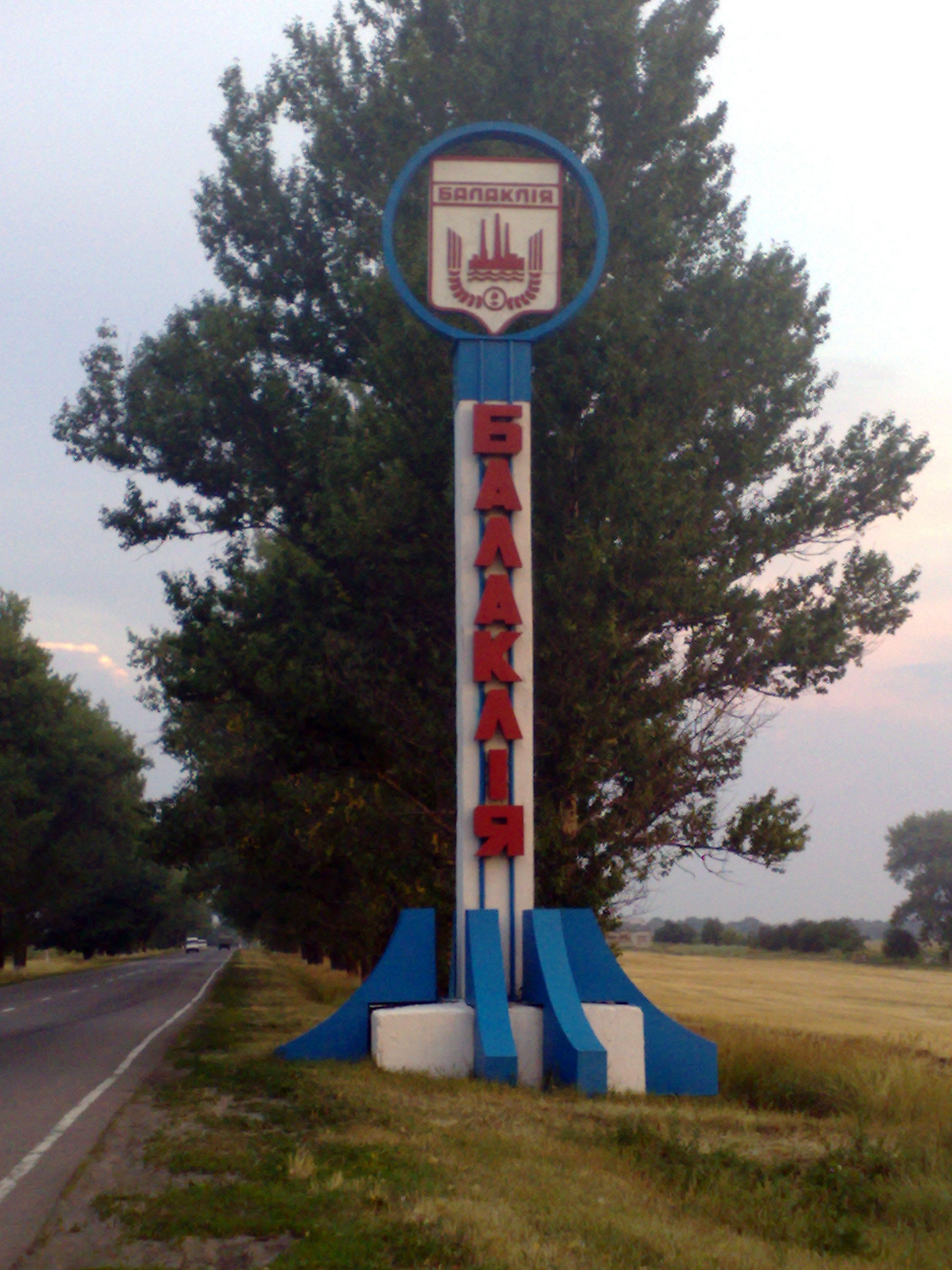
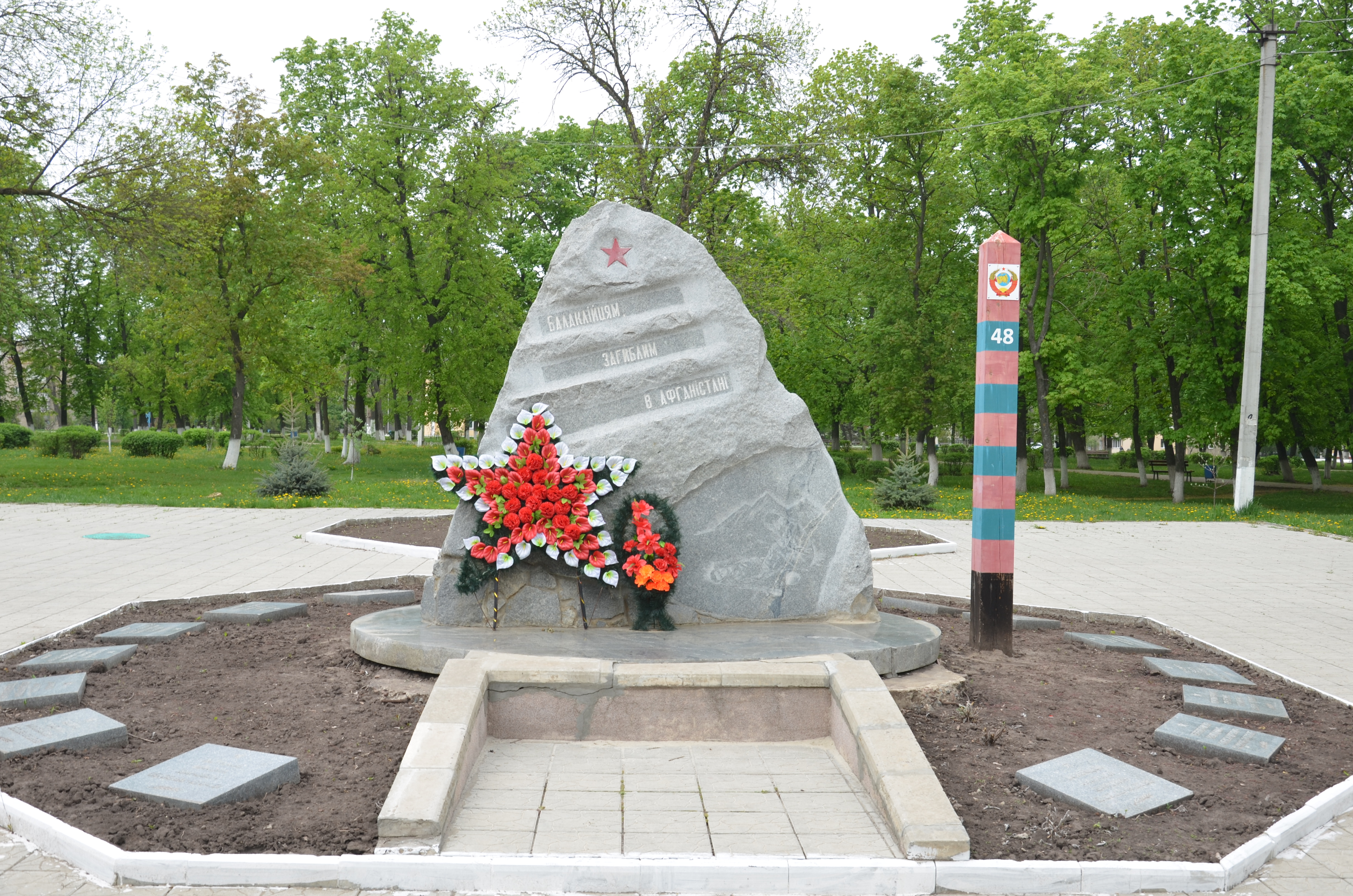
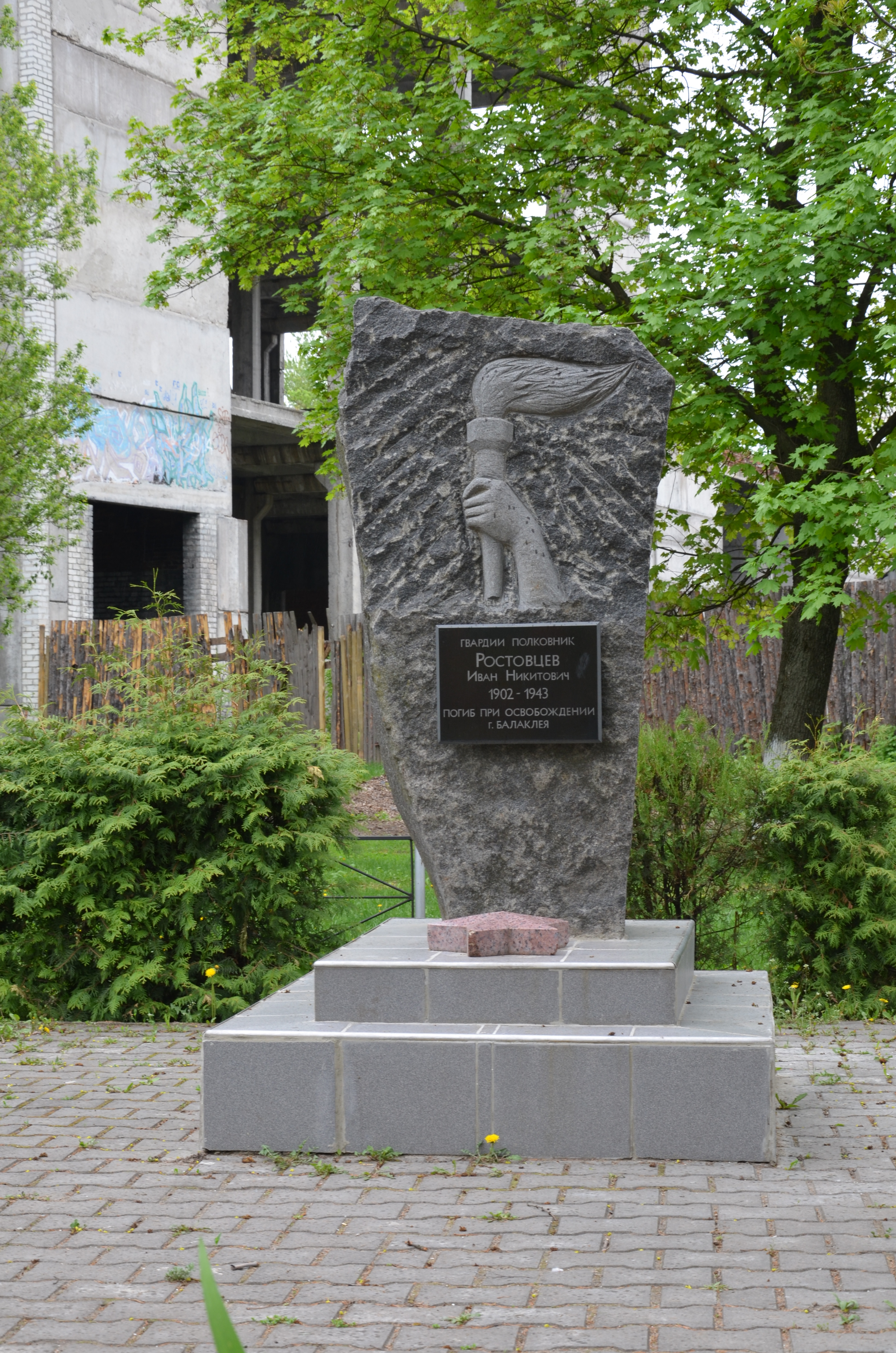
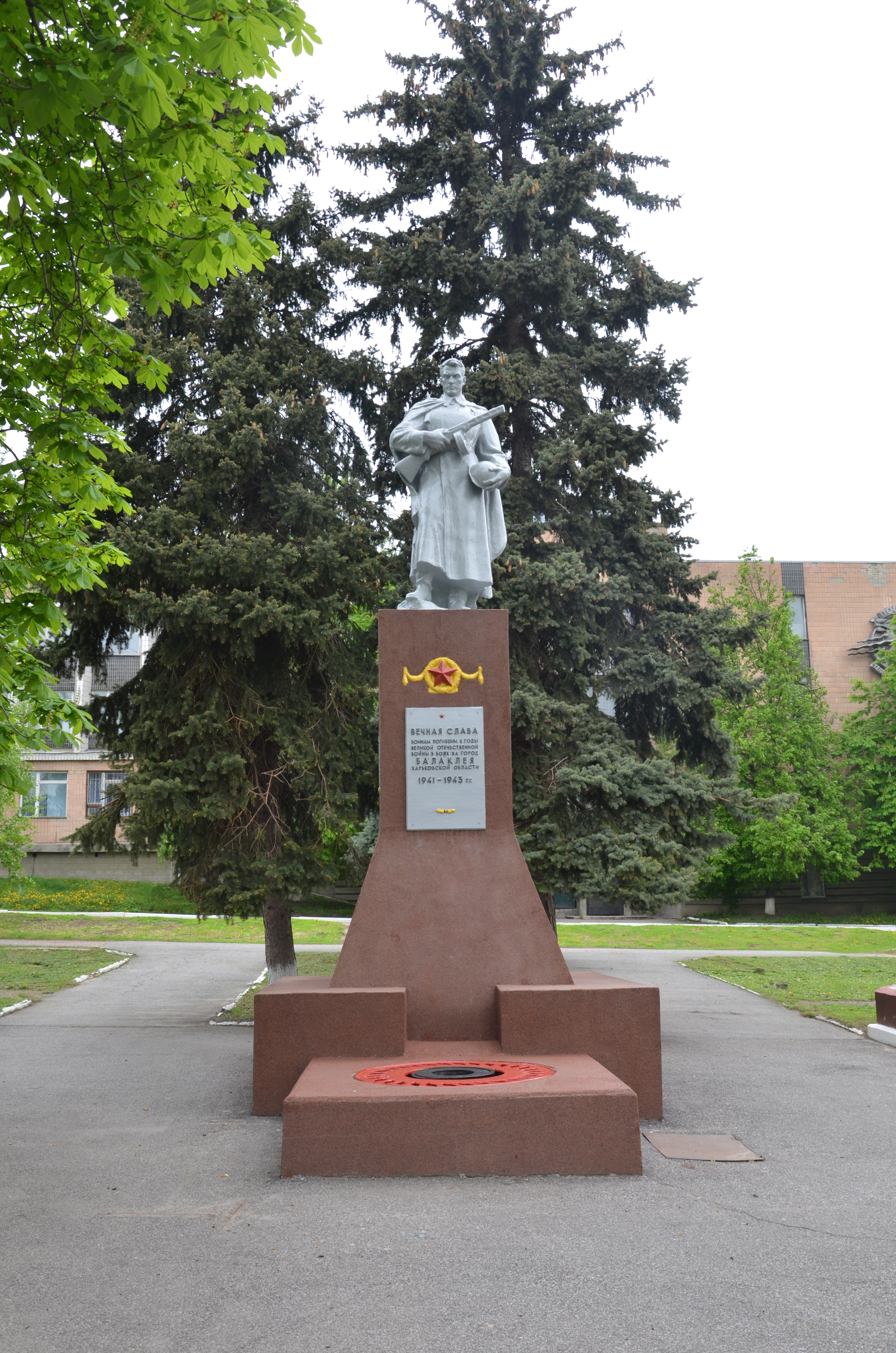
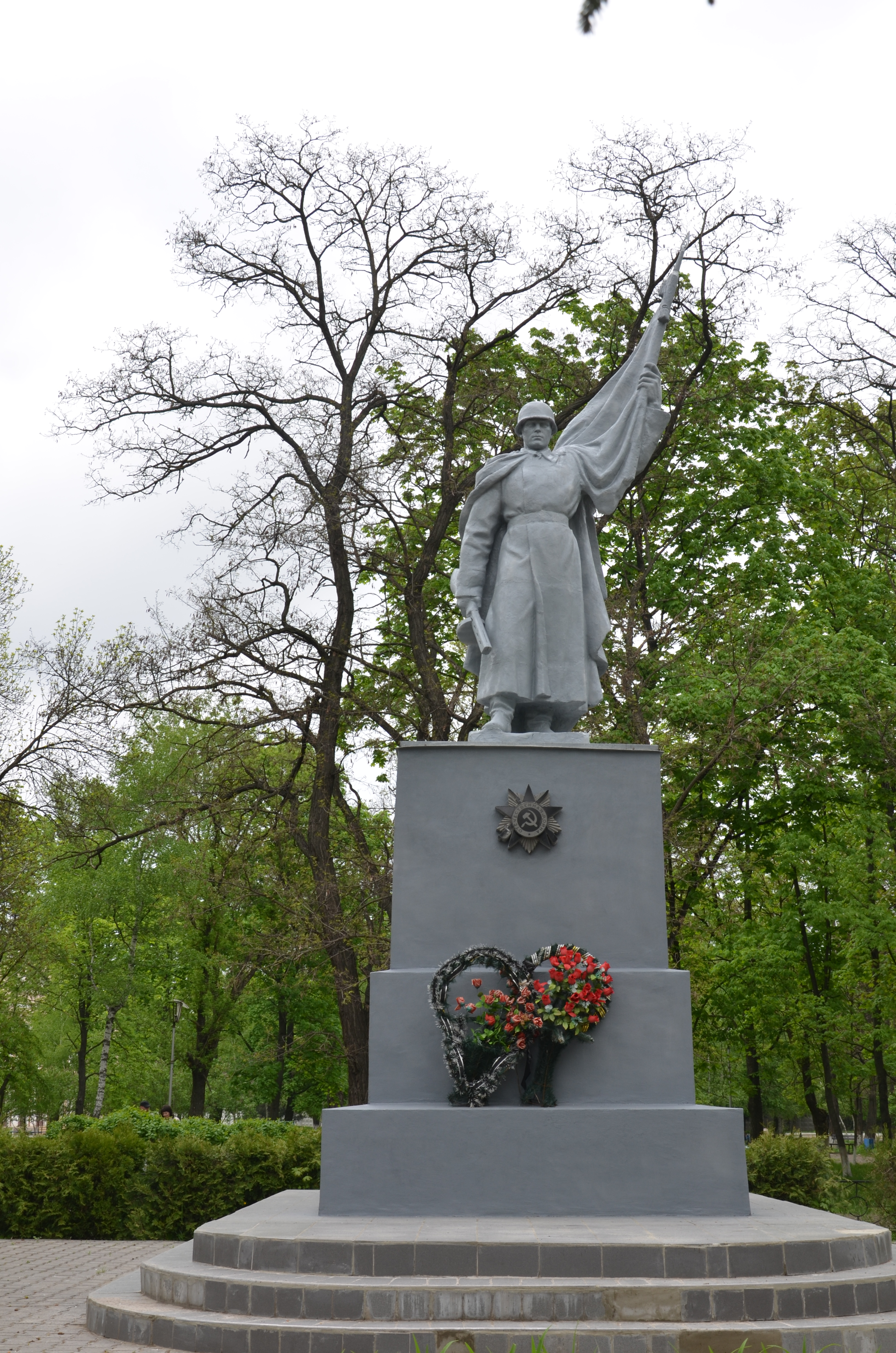
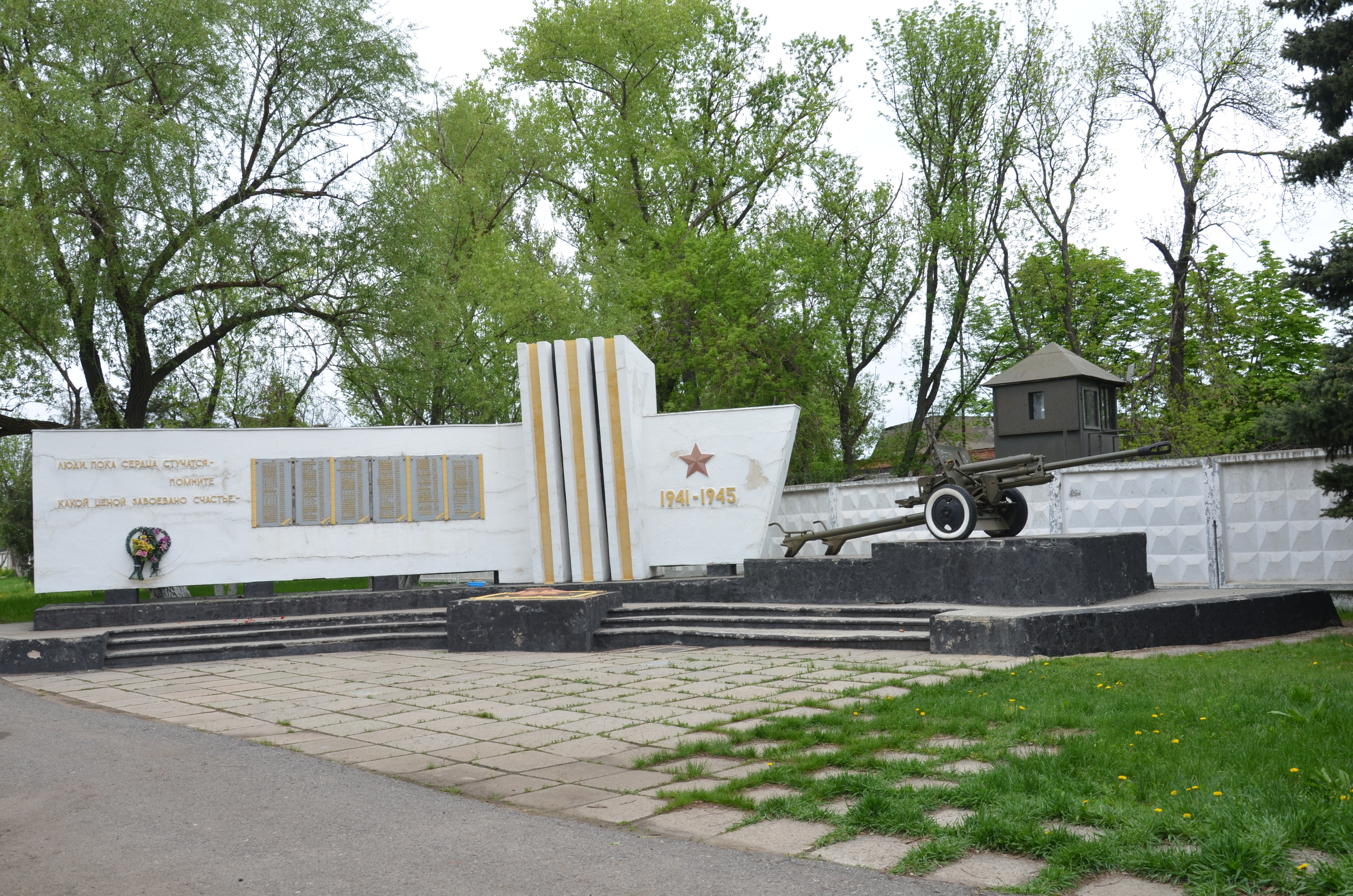
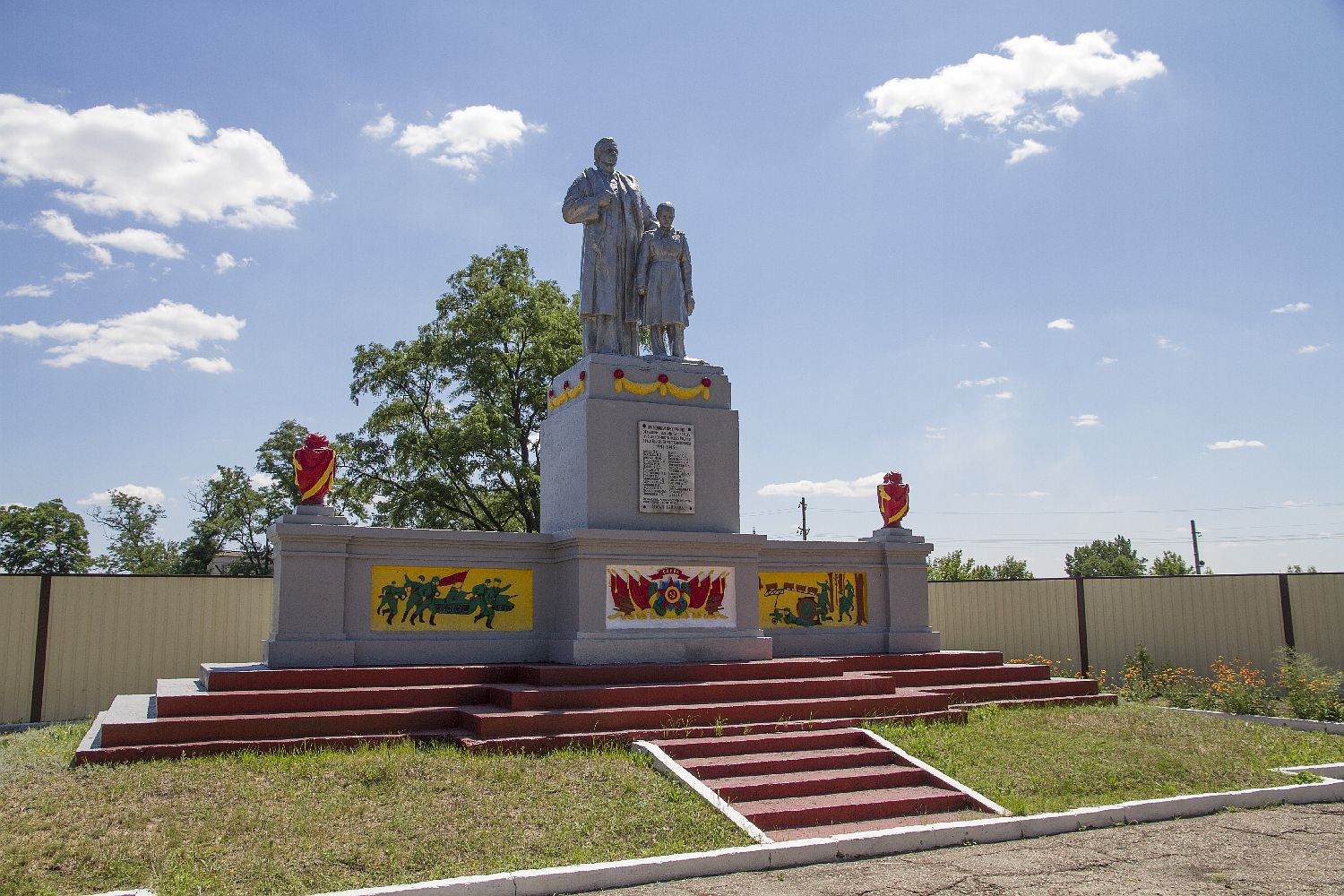
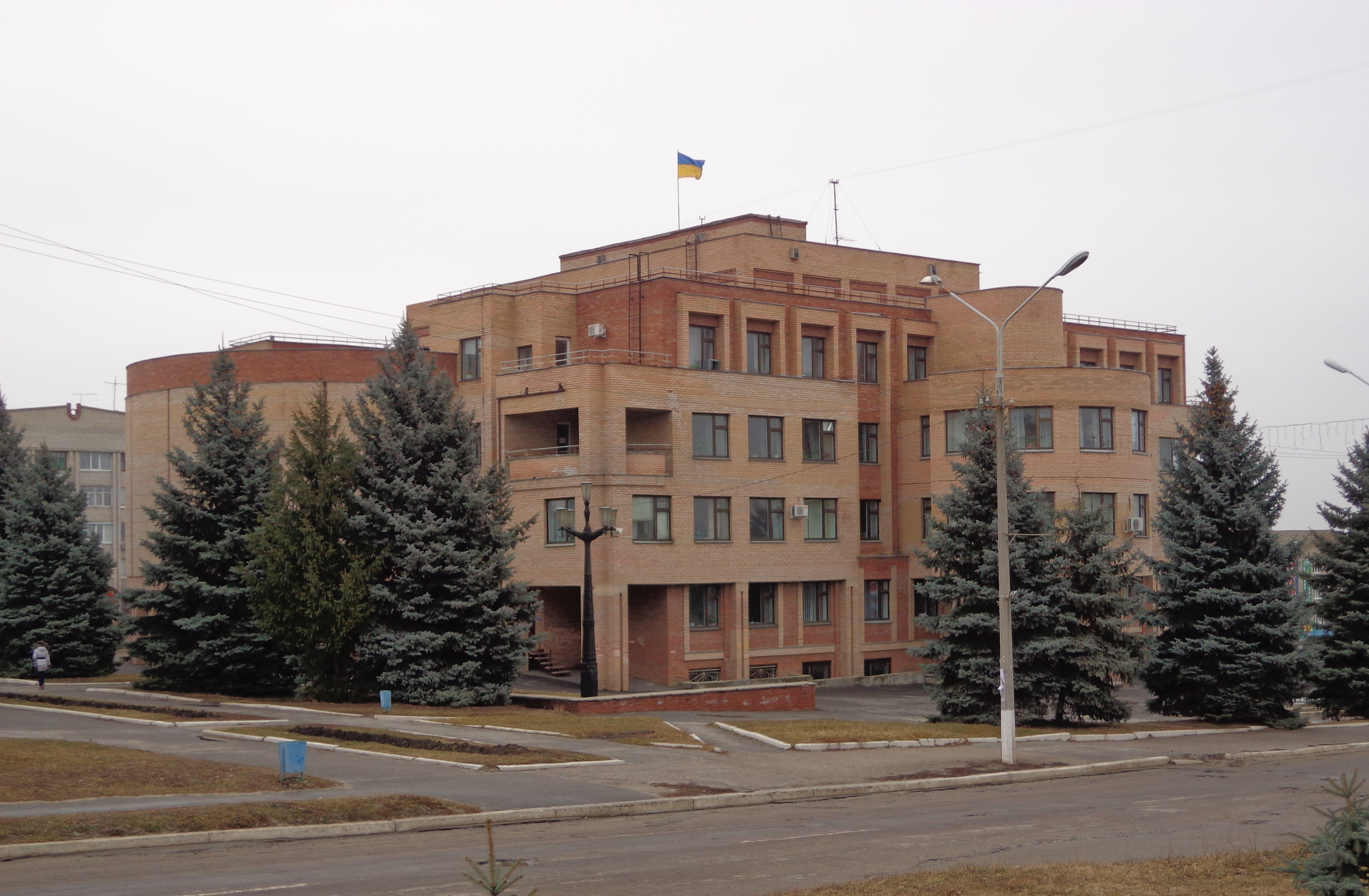

## 備註
1. ↑  俄语：，羅馬化：Balakleya

## 來源
1. ↑  . 烏克蘭總統辦公室. 2022-10-04  [2023-05-20]. （原始内容存档于2023-05-20） （乌克兰语）.
2. ↑  周定国 (编). . . 中国对外翻译出版公司. NLC 003756704.[]
3. ↑  . 北京: 中国地图出版社. 2023. ISBN 9787520431699.
4. ↑   (PDF).   [2023-02-07]. （原始内容存档 (PDF)于2022-08-10）.
5. ↑  . interfax.com. 2022-03-03  [2022-09-08]. （原始内容存档于2022-09-20）.
6. ↑  Oliphant, Roland; Barnes, Joe. . The Telegraph. 2022-09-06  [2022-09-07]. ISSN 0307-1235. （原始内容存档于2022-10-02） （英国英语）.